# Llista de dones guardonades amb el Nobel

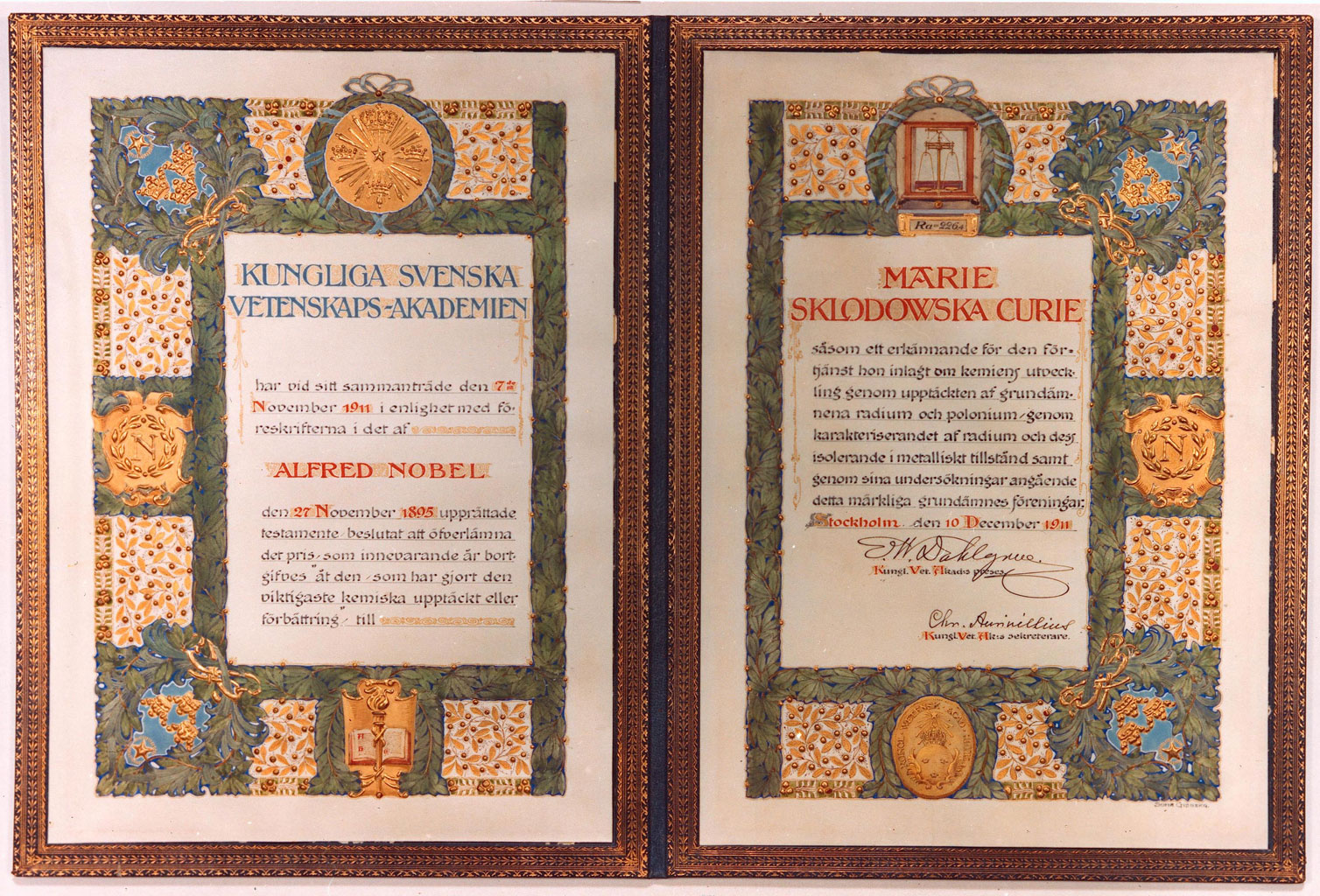
Diploma del Premi Nobel de Química de 1911 entregat a Marie Curie

Aquest article tracta de les dones que han estat guardonades amb el Premi Nobel en les diferents categories: Física, Química, Literatura, Pau, Medicina o Fisiologia i, des del 1969, Economia.
El premi Nobel va ser ideat per Alfred Nobel qui, en el seu testament l'any 1895, donà gran part de la seva fortuna a una sèrie de premis en les categories esmentades anteriorment. Des del 1968 i amb motiu del 300 aniversari del Banc de Suècia i una donació d'aquest a la Fundació Nobel, s'atorga el Premi Nobel en economia. Tot i que no és oficialment un Premi Nobel, se celebra amb les mateixes condicions i característiques que els Nobels originals.
La cerimònia d'entrega del premi té lloc cada 10 de desembre a Estocolm, on s'entreguen els premis en Física, Química, Literatura, Medicina o Fisiologia i Economia. Mentre que a la capital de Noruega, Oslo, s'hi fa el lliurament del Premi Nobel de la Pau. En ambdues seus, als guanyadors se'ls lliura un diploma, una medalla i un xec amb la quantitat de diners corresponent.
Des de 1901, any en què s'atorgà el primer premi Nobel i fins al 2019, s'han repartit 54 premis a dones. Tenint en compte que Marie Curie fou guanyadora de dos Premis Nobel en dues ocasions diferents, això fa que hi hagi 53 dones que han guanyat aquest guardó. Malala Yousafzai és la persona més jove en haver rebut un Premi Nobel amb tan sols 17 anys el 2014, mentre que Doriss Lessing és la dona més gran en haver-lo rebut l'any 2007, amb 88 anys, però no pas la persona més gran, ja que ho fou John B. Goodenough, amb 97 anys el 2019.

## Guanyadores

### Llista
| Any  | Imatge          | Premiada                                                                                      | País                                                     | Disciplina            | Motivació |
| ---- | --------------- | --------------------------------------------------------------------------------------------- | -------------------------------------------------------- | --------------------- | --- |
| 1903 |                 | Marie Curie (compartit amb Pierre Curie i Henri Becquerel)                                    | França · Polònia                                         | Física                | «En reconeixement dels serveis extraordinaris que han fet les seves investigacions conjuntes sobre els fenòmens de radiació descoberts pel professor Henri Becquerel»                              |
| 1905 |                 | Bertha von Suttner                                                                            | Àustria-Hongria                                          | Pau                   | Presidenta honorària de l'Oficina Internacional per la Pau a Berna, Suïssa; autora de Die Waffen nieder! (Abaixeu les armes!).                                                                     |
| 1909 |                 | Selma Lagerlöf                                                                                | Suècia                                                   | Literatura            | «En agraïment a l'elevat idealisme, la viva imaginació i la percepció espiritual que caracteritzen els seus escrits».                                                                              |
| 1911 |                 | Marie Curie                                                                                   | França · Polònia                                         | Química               | «Per la seva descoberta del radi i el poloni». |
| 1926 |                 | Grazia Deledda                                                                                | Itàlia                                                   | Literatura            | «Pels seus escrits d'inspiració idealista que, amb claredat plàstica, representen la vida a la seva illa natal i amb profunditat i simpatia tracten els problemes humans en general».              |
| 1928 |                 | Sigrid Undset                                                                                 | Noruega (Nascuda a Kalundborg, actual Dinamarca)         | Literatura            | «Principalment per les seves descripcions poderoses de la vida del nord durant l'edat mitjana». |
| 1931 |                 | Jane Addams (compartit amb Nicholas Murray Butler)                                            | Estats Units                                             | Pau                   | Sociòloga; presidenta internacional de la Lliga Internacional de Dones per la Pau i la Llibertat.                                                                                                  |
| 1935 |                 | Irène Joliot-Curie (compartit amb Frédéric Joliot-Curie)                                      | França                                                   | Química               | «Per la seva síntesi de nous elements radioactius». |
| 1938 |                 | Pearl S. Buck                                                                                 | Estats Units                                             | Literatura            | «Per les seves riques i veritablement èpiques descripcions de la vida de camperols a la Xina i per les seves obres mestres biogràfiques».                                                          |
| 1945 |                 | Gabriela Mistral                                                                              | Xile                                                     | Literatura            | «Per la seva poesia lírica que, inspirada en emocions poderoses, ha convertit el seu nom en un símbol de les aspiracions idealistes de tot el món llatinoamericà».                                 |
| 1946 |                 | Emily Greene Balch (compartit amb John Raleigh Mott)                                          | Estats Units                                             | Pau                   | Anteriorment professora d'Història i Sociologia; presidenta honorària de la Lliga Internacional de Dones per la Pau i la Llibertat.                                                                |
| 1947 |                 | Gerty Theresa Cori (compartit amb Carl Ferdinand Cori i Bernardo Houssay)                     | Estats Units · (Nascuda a Praga, actual República Txeca) | Fisiologia o Medicina | «Pel seu descobriment del curs de la conversió catalítica del glicogen». |
| 1963 |                 | Maria Goeppert-Mayer (compartit amb J. Hans D. Jensen i Eugene Wigner)                        | Estats Units · (Nascuda a Katowice, actual Polònia)      | Física                | «Pel seu descobriment sobre l'estructura de capes nuclears». |
| 1964 |                 | Dorothy Crowfoot Hodgkin                                                                      | Regne Unit · (Nascuda al Caire, actual Egipte)           | Química               | «Per la seva determinació mitjançant tècniques de rajos X de l'estructura de substàncies bioquímiques importants».                                                                                 |
| 1966 |                 | Nelly Sachs (compartit amb Xemuel Yossef Agnon)                                               | Suècia · (Nascuda a Schöneberg, Berlín, actual Alemanya) | Literatura            | «Per la seva excel·lent escriptura lírica i dramàtica, que interpreta el destí d'Israel amb força emotiva».                                                                                        |
| 1976 |                 | Betty Williams                                                                                | Regne Unit                                               | Pau                   | Fundadores del Moviment per la Pau d'Irlanda del Nord (més tard rebatejat com a Comunitat de Pobles per la Pau).                                                                                   |
| 1976 | Mairead Maguire |                                                                                               | Regne Unit                                               | Pau                   | Fundadores del Moviment per la Pau d'Irlanda del Nord (més tard rebatejat com a Comunitat de Pobles per la Pau).                                                                                   |
| 1977 |                 | Rosalyn Sussman Yalow (compartit amb Roger Guillemin i Andrew Schally)                        | Estats Units                                             | Fisiologia o Medicina | «Pel desenvolupament de radioimmunoassaigs d'hormones peptídiques». |
| 1979 |                 | Teresa de Calcuta                                                                             | Índia · (Nascuda a Skopie, actual Macedònia del Nord)    | Pau                   | Líder de les Missioneres de la Caritat, Calcuta. |
| 1982 |                 | Alva Myrdal (compartit amb Alfonso García Robles)                                             | Suècia                                                   | Pau                   | Exministra del gabinet, diplomada i escriptora. |
| 1983 |                 | Barbara McClintock                                                                            | Estats Units                                             | Fisiologia o Medicina | «Per la seva descoberta d'elements genètics mòbils». |
| 1986 |                 | Rita Levi-Montalcini (compartit amb Stanley Cohen)                                            | Estats Units · Itàlia                                    | Fisiologia o Medicina | «Pel seu descobriment dels factors de creixement». |
| 1988 |                 | Gertrude B. Elion (compartit amb James W. Black i George H. Hitchings)                        | Estats Units                                             | Fisiologia o Medicina | «Pel seu descobriment dels principis importants per al tractament amb fàrmacs». |
| 1991 |                 | Nadine Gordimer                                                                               | Sud-àfrica                                               | Literatura            | «Qui mitjançant la seva magnífica escriptura èpica ha estat –en paraules d'Alfred Nobel– de gran benefici per a la humanitat».                                                                     |
| 1991 |                 | Aung San Suu Kyi                                                                              | Birmània                                                 | Pau                   | «Per la seva lluita no violenta per la democràcia i els drets humans». |
| 1992 |                 | Rigoberta Menchú                                                                              | Guatemala                                                | Pau                   | «En reconeixement del seu treball en pro de la justícia social i la reconciliació etnocultural basada en el respecte als drets dels pobles indígenes».                                             |
| 1993 |                 | Toni Morrison                                                                                 | Estats Units                                             | Literatura            | «Qui en novel·les caracteritzades per la força visionària i la importació poètica, dona vida a un aspecte essencial de la realitat nord-americana».                                                |
| 1995 |                 | Christiane Nüsslein-Volhard (compartit amb Edward B. Lewis i Eric F. Wieschaus)               | Alemanya                                                 | Fisiologia o Medicina | «Pel seu descobriment sobre el control genètic del desenvolupament embrionari precoç». |
| 1996 |                 | Wisława Szymborska                                                                            | Polònia                                                  | Literatura            | «Per a una poesia que amb una precisió irònica permet que el context històric i biològic surti a la llum en fragments de la realitat humana».                                                      |
| 1997 |                 | Jody Williams (compartit con la Campanya internacional per a la prohibició mines Antipersona) | Estats Units                                             | Pau                   | «Pel seu treball per la prohibició i la eliminació de mines antipersona». |
| 2003 |                 | Shirin Ebadi                                                                                  | Iran                                                     | Pau                   | «Pels seus esforços per la democràcia i els drets humans. S'ha centrat especialment en la lluita pels drets de les dones i la mainada».                                                            |
| 2004 |                 | Elfriede Jelinek                                                                              | Àustria                                                  | Literatura            | «Pel seu flux musical de veus i contraveus en les novel·les i les obres de teatre que, amb un extraordinari zel lingüístic, revelen l'absurd dels tòpics de la societat i el seu poder subjugant». |
| 2004 |                 | Wangari Maathai                                                                               | Kenya                                                    | Pau                   | «Per la seva contribució al desenvolupament sostenible, la democràcia i la pau». |
| 2004 |                 | Linda B. Buck (compartit amb Richard Axel)                                                    | Estats Units                                             | Fisiologia o Medicina | «Per la seva descoberta dels receptors olfactoris i de l'organització del sistema olfactori». |
| 2007 |                 | Doris Lessing                                                                                 | Regne Unit · (Nascuda a Kermansah, actual Iran)          | Literatura            | «Aquella narradora èpica de l'experiència femenina que amb escepticisme, foc i poder visionari ha analitzat profundament una civilització dividida».                                               |
| 2008 |                 | Françoise Barré-Sinoussi (compartit amb Harald zur Hausen i Luc Montagnier)                   | França                                                   | Fisiologia o Medicina | «Pel seu descobriment del VIH, el virus de la immunodeficiència humana». |
| 2009 |                 | Elizabeth Blackburn (compartit amb Carol W. Greider i Jack W. Szostak)                        | Austràlia · Estats Units                                 | Fisiologia o Medicina | «Pel descobriment de com els cromosomes estan protegits per telòmers i l'enzim telomerasa». |
| 2009 |                 | Carol W. Greider (compartit amb Elizabeth Blackburn i Jack W. Szostak)                        | Estats Units                                             | Fisiologia o Medicina | «Pel descobriment de com els cromosomes estan protegits per telòmers i l'enzim telomerasa». |
| 2009 |                 | Ada E. Yonath (compartit amb Venkatraman Ramakrishnan i Thomas A. Steitz)                     | Israel                                                   | Química               | «Pel seu estudi de l'estructura i la funció del ribosoma». |
| 2009 |                 | Herta Müller                                                                                  | Alemanya · Romania                                       | Literatura            | «Qui, amb la concentració de la poesia i la franquesa de la prosa, descriu el paisatge dels desposseïts».                                                                                          |
| 2009 |                 | Elinor Ostrom (compartit amb Oliver E. Williamson)                                            | Estats Units                                             | Economia              | «Per a la seva anàlisi sobre la governança econòmica, especialment la part comunal». |
| 2011 |                 | Ellen Johnson-Sirleaf                                                                         | Libèria                                                  | Pau                   | «Per la seva lluita no violenta per la seguretat de les dones i pels drets de les dones a la plena participació en els treballs de construcció de la pau».                                         |
| 2011 | Leymah Gbowee   |                                                                                               | Libèria                                                  | Pau                   | «Per la seva lluita no violenta per la seguretat de les dones i pels drets de les dones a la plena participació en els treballs de construcció de la pau».                                         |
| 2011 |                 | Tawakul Karman                                                                                | Iemen                                                    | Pau                   | «Per la seva lluita no violenta per la seguretat de les dones i pels drets de les dones a la plena participació en els treballs de construcció de la pau».                                         |
| 2013 |                 | Alice Munro                                                                                   | Canadà                                                   | Literatura            | «Mestra del relat curt contemporani». |
| 2014 |                 | May-Britt Moser (compartit amb John O'Keefe i Edvard I. Moser)                                | Noruega                                                  | Fisiologia o Medicina | «Pel seu descobriment de les cèl·lules queque constitueixen un sistema de posicionament al cervell».                                                                                               |
| 2014 |                 | Malala Yousafzai (compartit amb Kailash Satyarthi)                                            | Pakistan                                                 | Pau                   | «Per la seva lluita contra la opressió de la mainada i el jovent i pel dret de la infància a l'educació».                                                                                          |
| 2015 |                 | Tu Youyou (compartit amb William C. Campbell i Satoshi Ōmura)                                 | R.P. de la Xina                                          | Fisiologia o Medicina | «Pel seu descobriments sobre una teràpia innovadora contra la malària (artemisinina)». |
| 2015 |                 | Svetlana Aleksiévitx                                                                          | Belarús · (Nascuda a Ivano-Frankivsk, actual Ucraïna)    | Literatura            | «Pels seus escrits polifònics, un monument al patiment i al coratge dels nostres temps». |
| 2018 |                 | Donna Strickland (compartit amb Gérard Mourou i Arthur Ashkin)                                | Canadà                                                   | Física                | «Pel seu mètode per generar amplificació de polsos en mode xirp». |
| 2018 |                 | Frances Arnold (compartit amb George P. Smith i Gregory Winter)                               | Estats Units                                             | Química               | «Per l'evolució dirigida dels enzims.» |
| 2018 |                 | Nadia Murad (compartit amb Denis Mukwege)                                                     | Iraq                                                     | Pau                   | «Pel seu esforç per acabar amb l'ús de la violència sexual com a arma de guerra i conflicte armat».                                                                                                |
| 2018 |                 | Olga Tokarczuk                                                                                | Polònia                                                  | Literatura            | «Per una imaginació narrativa que amb passió enciclopèdica representa l'encreuament de fronteres com a forma de vida».                                                                             |
| 2019 |                 | Esther Dufflo (compartit amb Abhijit Banerjee i Michael Kremer)                               | França · Estats Units                                    | Economia              | «Pel seu enfocament experimental per alleujar la pobresa global». |
| 2020 |                 | Andrea M. Ghez (compartit amb Reinhard Genzel i Roger Penrose)                                | Estats Units                                             | Física                | «Pel descobriment d’un objecte compacte supermassiu al centre de la nostra galàxia». |
| 2020 |                 | Emmanuelle Charpentier                                                                        | França                                                   | Química               | «Pel desenvolupament d’un mètode d’edició del genoma». |
| 2020 |                 | Jennifer Doudna                                                                               | Estats Units                                             | Química               | «Pel desenvolupament d’un mètode d’edició del genoma». |
| 2020 |                 | Louise Glück                                                                                  | Estats Units                                             | Literatura            | «Per la seva inconfusible veu poètica que amb una bellesa austera fa universal l'existència individual.»                                                                                           |
| 2021 |                 | Maria Ressa (compartit amb Dmitri Muràtov)                                                    | Filipines                                                | Pau                   | «Pel seu esforç en salvaguardar la llibertat d'expressió, que és una precondició per la democràcia i la pervivència de la pau».                                                                    |

| Categoria             | Número de persones |
| --------------------- | ------------------ |
| Química               | 7                  |
| Física                | 4                  |
| Literatura            | 16                 |
| Medicina o Fisiologia | 12                 |
| Economia              | 2                  |
| Pau                   | 18                 |

|                 | Química | Física | Literatura | Pau | Economia | Medicina o Fisiologia | Total |
| --------------- | ------- | ------ | ---------- | --- | -------- | --------------------- | ----- |
| Austràlia       |         |        |            |     |          | 1                     | 1     |
| Àustria         |         |        | 1          |     |          |                       | 1     |
| Àustria-Hongria |         |        |            | 1   |          |                       | 1     |
| Belarús         |         |        | 1          |     |          |                       | 1     |
| Alemanya        |         |        | 2          |     |          | 1                     | 3     |
| Birmània        |         |        |            | 1   |          |                       | 1     |
| Canadà          |         | 1      | 1          |     |          |                       | 2     |
| Xile            |         |        | 1          |     |          |                       | 1     |
| Xina            |         |        |            |     |          | 1                     | 1     |
| França          | 3       | 1      |            |     | 1        | 1                     | 6     |
| Filipines       |         |        |            | 1   |          |                       | 1     |
| Guatemala       |         |        |            | 1   |          |                       | 1     |
| Índia           |         |        |            | 1   |          |                       | 1     |
| Iran            |         |        |            | 1   |          |                       | 1     |
| Iraq            |         |        |            | 1   |          |                       | 1     |
| Israel          | 1       |        |            |     |          |                       | 1     |
| Itàlia          |         |        | 1          |     |          | 1                     | 2     |
| Kenya           |         |        |            | 1   |          |                       | 1     |
| Libèria         |         |        |            | 2   |          |                       | 2     |
| Noruega         |         |        | 1          |     |          | 1                     | 2     |
| Pakistan        |         |        |            | 1   |          |                       | 1     |
| Polònia         | 1       | 1      | 2          |     |          |                       | 4     |
| Sud-àfrica      |         |        | 1          |     |          |                       | 1     |
| Suècia          |         |        | 2          | 1   |          |                       | 3     |
| Regne Unit      | 1       |        | 2          | 4   |          |                       | 7     |
| Estats Units    | 2       | 2      | 3          | 3   | 2        | 6                     | 18    |
| Iemen           |         |        |            | 1   |          |                       | 1     |

1. ↑  En cas de doble nacionalitat, es compta un punt per cada país. Actualitzat el 14 d'octubre de 2021